# 854 Frostia
854 Frostia este un asteroid din centura principală, descoperit pe 3 aprilie 1916, de Serghei Beliavski.